# Jānis Endzelīns
Jānis Endzelīns (Municipi de Beverīna, 22 de febrer de 1873 - Koknese, 1 de juliol de 1961) va ser un letó lingüista.
Es va graduar a la Universitat de Tartu (Estònia). El 1908, ell i Kārlis Mīlenbahs van elaborar l'alfabet letó modern, que va substituir lentament la vella ortografia usada abans.